# Thomas Cromwell Corner
Ne doit pas être confondu avec Thomas Cromwell ou Thomas Cromwell (juge).
Pour les articles homonymes, voir Cromwell et Corner.
Thomas Cromwell Corner, né le 2 février 1865 à Baltimore dans l'état du Maryland et décédé dans la même ville le 4 septembre 1938, est un peintre américain, spécialisé dans la réalisation de portrait. 

## Biographie
Thomas Cromwell Corner naît à Baltimore dans l'État du Maryland en 1865. Il suit les cours du Baltimore City College où il commence son éducation artistique auprès du peintre paysagiste George B. Way. Il poursuit ses études au Maryland Institute College of Art (en) puis à la Art Students League of New York sous la direction des peintres Julian Alden Weir et Kenyon Cox. En 1888, il s'installe à Paris pour suivre les cours de l'académie Julian. Il étudie auprès des peintres Benjamin-Constant, Jules Lefebvre, Gabriel Ferrier et François Flameng. En 1891, il expose pour la première fois l'un de ces portraits au Salon des artistes français.
En 1892, il retourne à Baltimore où il se lance dans une carrière de peintre portraitiste. Il devient connu pour ses nombreux portraits des habitants et des personnalités de la ville et de la région. Il réalise notamment les portraits des médecins William Osler et William H. Welch, du propriétaire de l'Atlantic Coast Line Railroad Henry Walters (en), du maire de New York Edward Cooper (en), du magistrat Charles Evans Hughes, de l'écrivain Richard Malcolm Johnston (en), du gourveneur de Virginie Frederick W. M. Holliday (en), de l'élu démocrate du Maryland à la chambre des représentants des États-Unis John Charles Linthicum (en), du révérend Edward T. Helfenstein (en) ou du magnat de l'acier Henry Clay Frick. Entre 1911 et 1914, il siège au comité de la ville chargé de la création d'un musée d'art, projet qui deviendra le musée d'Art de Baltimore, avant de siéger au premier conseil d'administration du musée et de servir comme intermédiaire pour l'achat d’œuvres.
Il décède dans sa ville de naissance en 1938.
Ces œuvres sont notamment visibles ou conservées dans différents lieux de Baltimore, comme le musée d'Art de Baltimore, le Walters Art Museum, la Maryland Historical Society (en) et la bibliothèque Enoch Pratt (en).

## Œuvres

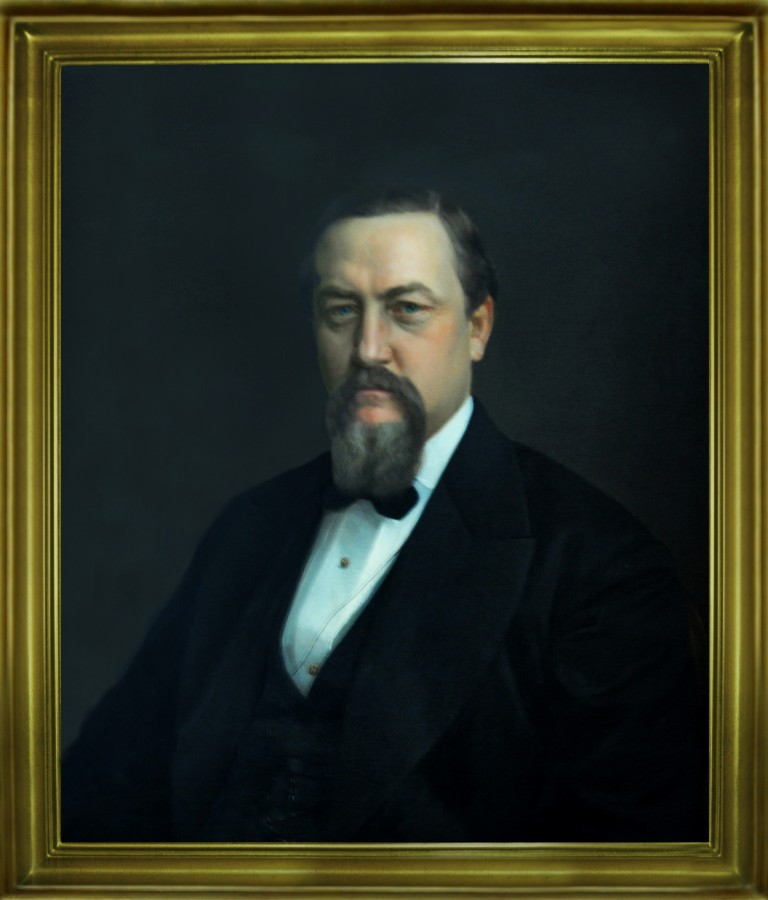
Portrait de l'industriel German Horton Hunt, sans date
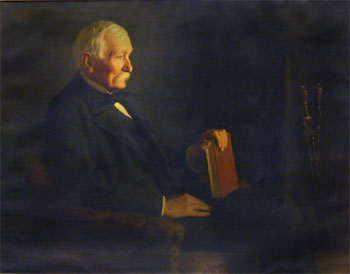
Portrait de l'écrivain Richard Malcolm Johnston (en), sans date
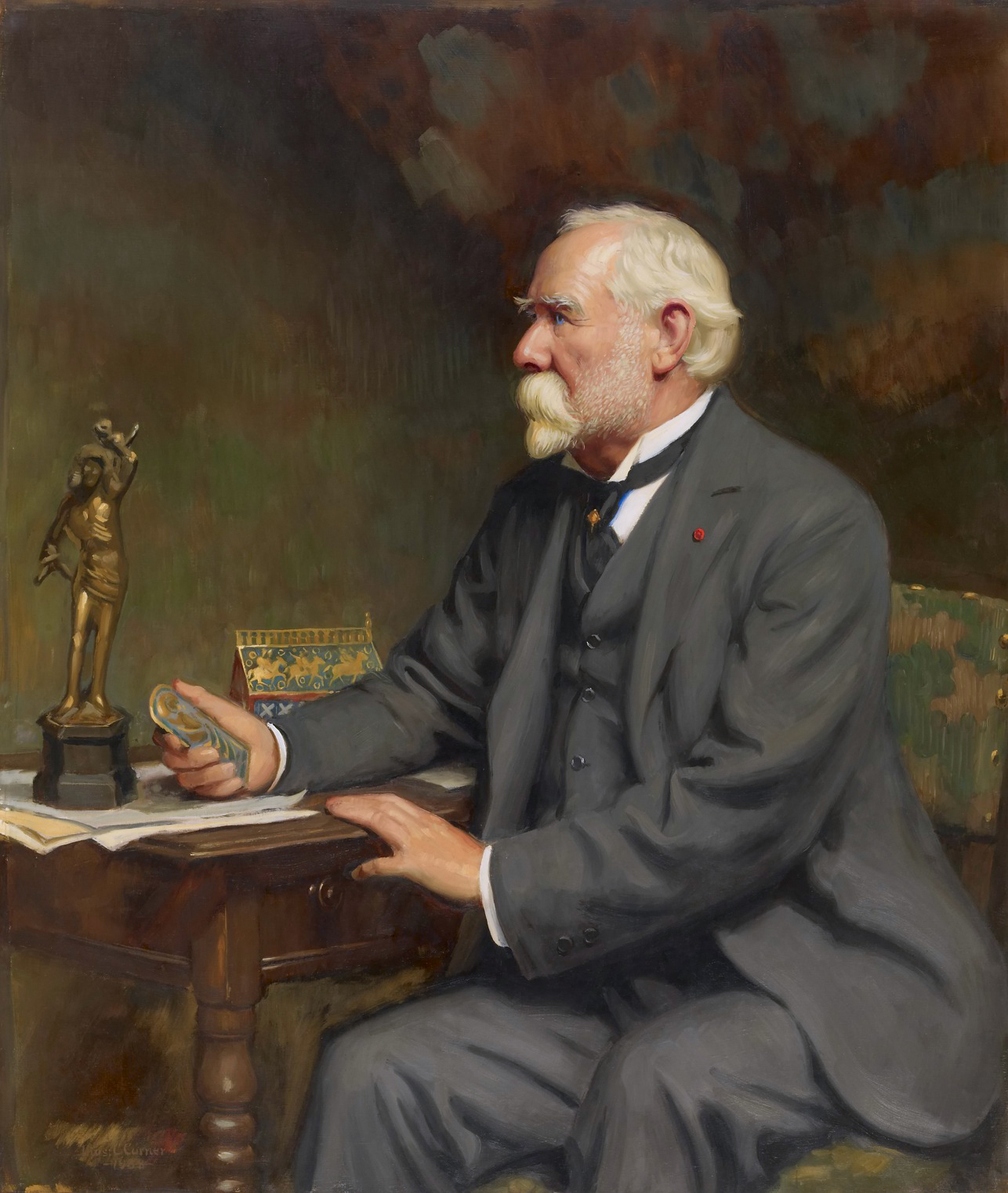
Portrait de l'homme d'affaires Henry Walters (en), 1938, Walters Art Museum
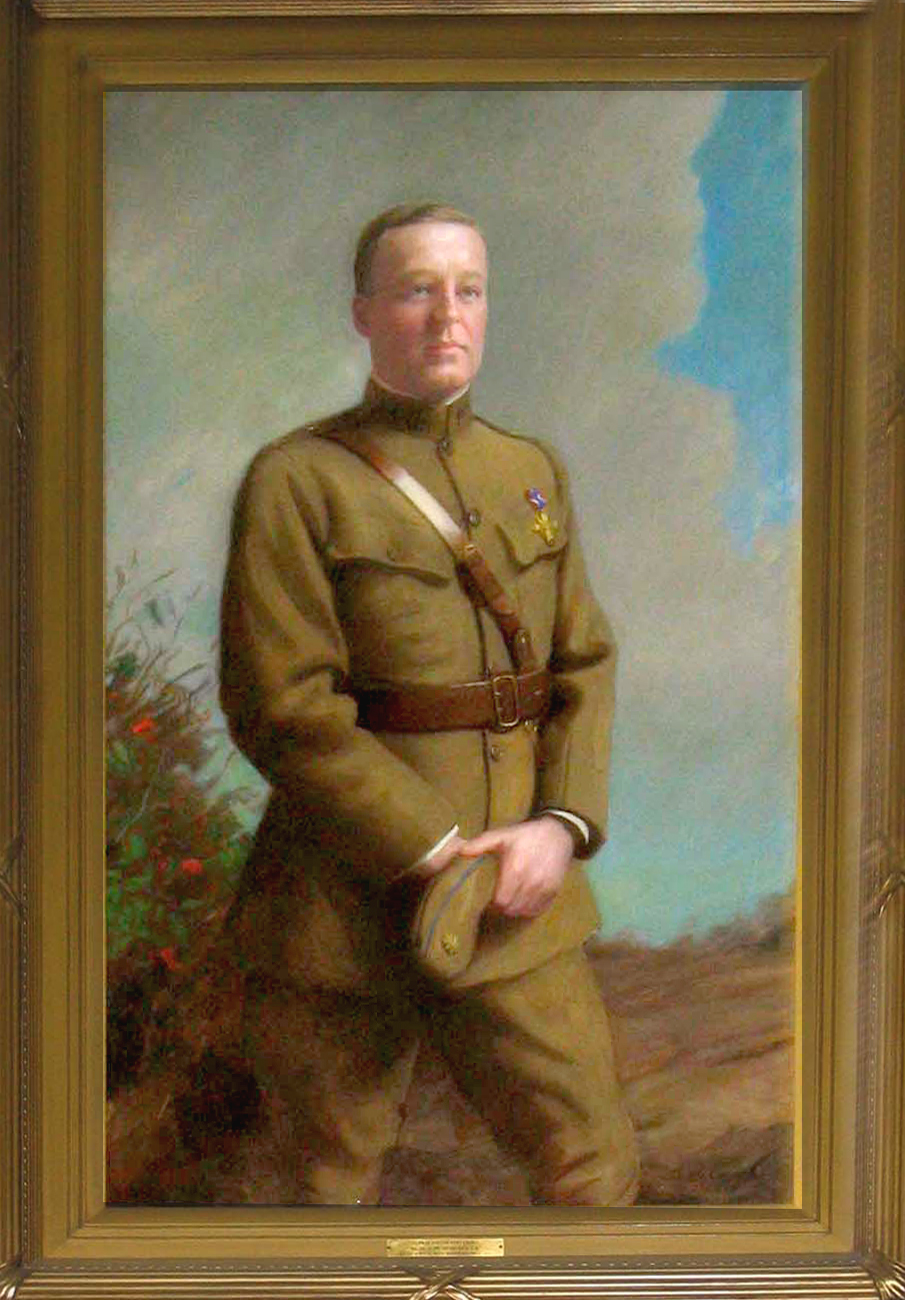
Portrait de l'avocat et militaire German Horton Hunt Emory (en), sans date